# Synagogenbezirk Lichtenau
Der Synagogenbezirk Lichtenau mit Sitz in Lichtenau, einer Stadt im Kreis Paderborn in Nordrhein-Westfalen, wurde nach dem Preußischen Judengesetz von 1847 geschaffen.
Der 1856 eingerichtete Synagogenbezirk umfasste Mitte des 19. Jahrhunderts neben Lichtenau auch den Ort Holtheim. Vorsitzender der Synagogengemeinde Lichtenau war von 1854 bis 1860 der Lehrer Louis Lipper, der seit 1846 auch das Geschäft des Beschneiders wahrnehmen durfte.